# Sonsoles de Icaza
María Sonsoles de Icaza y de León, marquesa de Llanzol (Ávila, 13 de agosto de 1914-Madrid, 21 de enero de 1996), fue una aristócrata española, musa del diseñador Cristóbal Balenciaga. Su padre fue el escritor y embajador mexicano Francisco A. de Icaza, su hermana la escritora Carmen de Icaza y una de sus hijas, Carmen Díez de Rivera, fue conocida por su actividad política.

## Biografía
María Sonsoles de Icaza y de León nació el 13 de agosto de 1914 en la ciudad castellana de Ávila (España). Fue la  hija menor del matrimonio formado por Francisco Asís de Icaza y Beña y Beatriz de León y Loynaz. Su padre era embajador mexicano y reconocido poeta, y su madre una española, sobrina de María del Pilar de León y Gregorio, primera marquesa de Squilache, nacida en La Habana y criada en Granada. El matrimonio tuvo seis hijos: Beatriz, María del Carmen, Ana María, Francisco de Asís, María de la Luz y María Sonsoles.
El 28 de mayo de 1925, cuando contaba con diez años de edad, su padre falleció y la familia comenzó a tener problemas económicos. Su hermana María del Carmen, convertida en la hermana mayor tras la muerte de Beatriz, decidió ayudar económicamente a la familia y comenzó a escribir primero en periódicos y más adelante novelas con las que alcanzó gran popularidad.
El 12 de febrero de 1936, con 21 años, Sonsoles contrajo matrimonio con Francisco de Paula Díez de Rivera y Casares, marqués de Llanzol, veinticuatro años mayor que ella. El matrimonio tuvo cuatro hijos: tres biológicos de ambos, Sonsoles, Francisco y Antonio; y una hija, Carmen, biológica de Sonsoles y criada como propia por su marido, el marqués de Llanzol, aunque su padre biológico era el amante de Sonsoles. En 1940 Sonsoles había iniciado una relación extramatrimonial con el entonces ministro franquista Ramón Serrano Suñer, cuñado de Carmen Polo. Fruto de esa relación, en 1942 nació Carmen Díez de Rivera, que, sin embargo, fue reconocida por su marido como propia. Los amantes mantuvieron su relación durante casi dos décadas, hasta que la hija de ambos anunció su noviazgo con el hijo menor de Ramón, su medio hermano. Fue entonces cuando los novios descubrieron el parentesco que los unía.
Sonsoles falleció a los 81 años, el 21 de enero de 1996 en Madrid.
Su hija Sonsoles Díez de Rivera donó vestidos suyos diseñados por su amigo Cristóbal Balenciaga al Museo Balenciaga.

## Celebridad
Fue amiga del diseñador de alta costura Cristóbal Balenciaga, de quien fue musa y le diseñó incluso los vestidos de comunión de sus hijas. Era considerada una de las mujeres más elegantes de España.

"Cuando (Sonsoles de Icaza) caminaba por la Gran Vía, las mujeres se giraban."
Elio Berhanyer, diseñador de moda

"No era especialmente guapa, pero destacaba por su personalidad y estilo."
José Luis Kastiyo, autor

Su aventura extramatrimonial y la paternidad real de su hija acabaron siendo de conocimiento público y motivo de atención primero de la prensa rosa y, después, de la literatura y la televisión. La periodista Nieves Herrero escribió la novela semibiográfica Lo que escondían sus ojos, donde relataba dichos acontecimientos. La novela ha sido llevada a la televisión y estrenada en noviembre de 2016, con el papel de Sonsoles interpretado por la actriz Blanca Suárez.